# Minardi PS04B
La Minardi PS04B è stata costruita dalla Minardi per partecipare al Campionato mondiale di Formula 1 2004. È stata guidata dal debuttante Gianmaria Bruni, e da Zsolt Baumgartner.

## Tecnica
La PS04B è stata adattata al nuovo regolamento predisposto dalla FIA per quanto riguarda le dimensioni del cofano motore e la grandezza dell'ala posteriore. Oltre a ciò, venne affinata l'aerodinamica della carrozzeria, del diffusore e dell'ala anteriore. La dotazione elettronica della vettura era fornita dalla Magneti Marelli, mentre il propulsore montato era un Cosworth CR3 V10 gestito da un cambio sequenziale a sei velocità. Il telaio monoscocca a nido d'ape era realizzato in fibra di carbonio e alluminio, mentre le sospensioni erano a doppi bracci trasversali con configurazione push-rod. L'impianto frenante era composto da freni a disco ventilati Hitco/Brembo.

## Attività sportiva
La vettura non riuscì a risollevare il team dal fondo della graduatoria mondiale; riuscì tuttavia a ottenere il primo piazzamento a punti dopo due anni di digiuno, grazie all'8° (e ultimo) posto di Baumgartner al Gran Premio degli Stati Uniti 2004, in una gara costellata di ritiri.
Nel Campionato mondiale di Formula 1 2005, Minardi usò lo stesso chassis della PS04B per le prime tre gare della stagione, nell'attesa della costruzione dello chassis della PS05.

## Curiosità
Il nome della vettura deriva dall'allora proprietario della scuderia,
PS04B quindi significa Paul Stoddart, 4th design (revision B)

## Risultati completi in Formula 1
(Legenda: il grassetto indica le pole position, il corsivo indica i giri veloci)
(Le gare in Grassetto indicano una pole position)
| Anno | Team             | Motore                 | Gomme | Piloti      |     |    |     |     |     |     |    |     |     |     |     |    |    |     |     |     |     |    | Punti | Pos. |
| ---- | ---------------- | ---------------------- | ----- | ----------- | --- | -- | --- | --- | --- | --- | -- | --- | --- | --- | --- | -- | -- | --- | --- | --- | --- | -- | ----- | ---- |
| 2004 | Minardi Cosworth | Cosworth CR-3L 3.0 V10 | B     | Bruni       | Rit | 14 | 17  | Rit | Rit | Rit | 14 | Rit | Rit | 18  | 16  | 17 | 14 | Rit | Rit | Rit | 16  | 17 | 1     | 10º  |
| 2004 | Minardi Cosworth | Cosworth CR-3L 3.0 V10 | B     | Baumgartner | Rit | 16 | Rit | 15  | Rit | 9   | 15 | 10  | 8   | Rit | Rit | 16 | 15 | Rit | 15  | 16  | Rit | 16 | 1     | 10º  |

| Anno | Team            | Motore                  | Gomme | Piloti     |     |     |    |  |  |  |  |  |  |  |  |  |  |  |  |  |  |  |  | Punti | Pos. |
| ---- | --------------- | ----------------------- | ----- | ---------- | --- | --- | -- |  |  |  |  |  |  |  |  |  |  |  |  |  |  |  |  | ----- | ---- |
| 2005 | Minardi F1 Team | Cosworth TJ2005 3.0 V10 | B     | Friesacher | 17  | Rit | 12 |  |  |  |  |  |  |  |  |  |  |  |  |  |  |  |  | 7*    | 10º  |
| 2005 | Minardi F1 Team | Cosworth TJ2005 3.0 V10 | B     | Albers     | Rit | 13  | 13 |  |  |  |  |  |  |  |  |  |  |  |  |  |  |  |  | 7*    | 10º  |

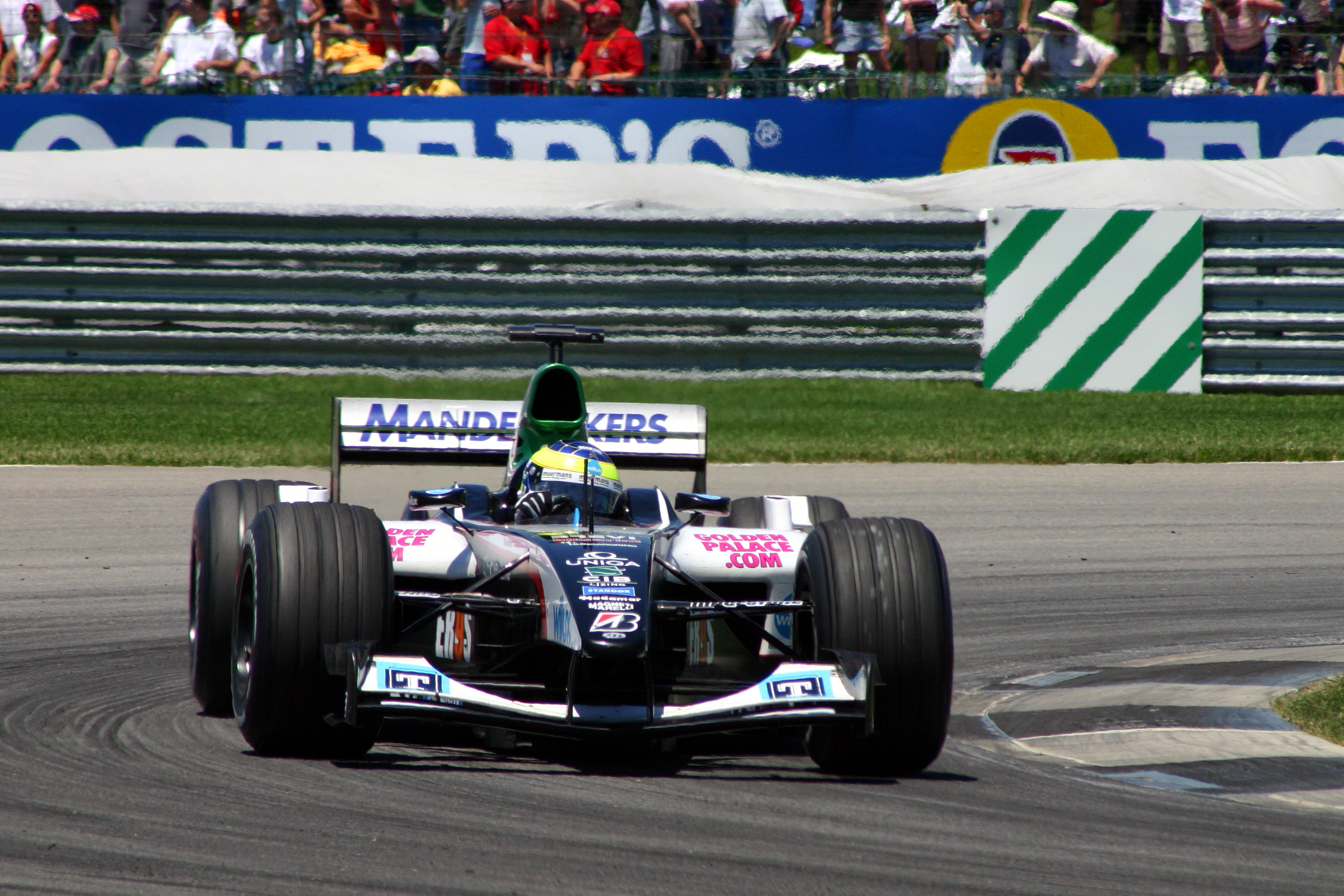
Zsolt Baumgartner durante il Gran Premio degli Stati Uniti 2004 in cui terminerà 8º classificato

* Tutti i punti furono ottenuti con la PS05.